# Virulence
La virulence désigne l'intensité du pouvoir pathogène d'un micro-organisme (bactérie, champignon, virus, protozoaire).
La virulence d'un pathogène létal est facilement mesurable mais celle des pathogènes à effets sous-létaux est plus complexe à évaluer.
En médecine, la virulence correspond au degré de rapidité de multiplication d'un virus dans un organisme donné, donc à sa vitesse d'envahissement. Cela ne présume nullement de la gravité de l'affection (éventuellement) engendrée.
En écologie, la virulence est mesurée par la diminution de valeur sélective (survie et/ou reproduction) de l'hôte due à l'infection.

## Évolution et conditions de la virulence
Des conditions minimales doivent être réunies pour qu'un organisme soit virulent aux dépens de l'hôte qu'il infecte ou parasite. Tout pathogène l'est ou le devient parce qu'il est adapté à la niche écologique qu'il occupe ou peut occuper, c'est-à-dire qu'il doit notamment :
- supporter les conditions du milieu externe ou interne de l'hôte ou de l'organe qu'il infecte (température, acidité, salinité…) et être capable de se multiplier dans cet environnement. Ceci explique aussi que la plupart des champignons susceptibles de provoquer des mycoses chez les animaux à sang chaud sont thermophiles (Aspergillus fumigatus, Rhizomucor pusillus, Absidia corymbirera…). Ceux qui infectent les organes internes doivent être osmophiles, c'est-à-dire résister à la pression osmotique induite par la salinité de ce milieu. Ceux qui s'attaquent aux phanères externes ou aux tissus osseux doivent aussi être xérophiles, c'est-à-dire capables de résister à la déshydratation (généralement grâce à une cuticule externe résistante à l'évaporation ou à un cytosquelette capable de s'atrophier ou s'hypertrophier selon les conditions ambiantes) ;
- se développer assez rapidement pour ne pas être exporté par le renouvellement très rapide des cellules de l'écorce dans le cas du végétal et de la peau chez l'animal, des écailles, des muqueuses, du mucus, etc. (ceci pour les cas d'agents pathogènes parasitant les couches internes de l'enveloppe protectrice externe vivante) ;
- résister à la concurrence et à l'activité biochimique de défense des autres organismes hôtes (dont les symbiotes) ;
- avoir la capacité de trouver et capter (souvent par lyse tissulaire) chez son hôte tous les acides aminés et oligo-éléments vitaux lui permettant de proliférer. Cette condition pourrait expliquer la localisation préférentielle de certains champignons qui n'infectent que certains organes ; ainsi Candida neoformans attaque préférentiellement le cerveau et C. albicans le rein, alors que des « sites » riches en lipides seront préférés par Malassezia furfur, une levure lipophile qui se développe à proximité des glandes sébacées.

Au cours de l'évolution, la sélection naturelle a doté les agents pathogènes de plusieurs stratégies d'adaptation à leur hôte :
- résistance à la phagocytose (par exemple le champignon Cryptococcus neoformans se fabrique une double et solide cuticule qui le protège de la lyse par un globule blanc cherchant à le phagocyter. Les champignons du groupe des Dematiaceae (par exemple les espèces des genres Exophiala, Alternaria, Phialophora…) ont une paroi enrichie en mélanine qui freine aussi la phagocytose ;
- capacité à se cacher de son hôte (par exemple : camouflage hormonal pour un insecte parasitant une ruche, camouflage antigénique pour certains champignons ou virus infectieux) ;
- capacité à exercer une influence immunomodulatrice qui sera :
  - générale, avec une déplétion de tout le système immunitaire (mais tous les pathogènes infectieux seront favorisés),
  - ou ciblée : seul le pathogène n'est plus reconnu ou plus attaqué.

Pour cela le pathogène peut produire des toxines ou lyser lui-même les macrophages (certains champignons pathogènes produisent des phospholipases fongiques) ;
- capacité à détourner les défenses de l'hôte : des virus ou champignons peuvent ainsi se faire transporter par les globules blancs eux-mêmes, dans tout le corps et jusque dans des organes profonds normalement bien protégés.

Plusieurs de ces stratégies peuvent être utilisées conjointement.
Tout comme la résistance aux antibiotiques, la virulence est un trait de l'agent pathogène qui est soumis à la sélection naturelle et qui évolue. Les organismes traités pour abaisser leur virulence sont dits atténués. C'est un des principes sur lesquels se fonde la vaccination.
Cependant, à moyen et long terme, certaines politiques sanitaires peuvent également sélectionner ou engendrer des hausses de virulence en favorisant des individus plus virulents ou des mutations permettant une virulence accrue.
La théorie de la gestion de la virulence, présentée par Paul W. Ewald, a pour but de comprendre pourquoi et comment la virulence évolue afin de faire évoluer les agents pathogènes vers des formes moins nocives ou de les mettre en concurrence avec des formes moins nocives.

### Compromis entre virulence et transmission
La théorie « traditionnelle » en épidémiologie stipulait que l’évolution tendrait à modifier les relations entre l’hôte et le parasite vers le mutualisme, c’est-à-dire une relation à bénéfice réciproque, dans laquelle le parasite ménagerait son hôte afin d'assurer sa multiplication et sa transmission.
La virulence tendrait alors à diminuer afin d’assurer une meilleure transmission. Cette hypothèse est connue sous le nom anglais : avirulence hypothesis.
Pourtant, très peu d’exemples de parasites devenus avirulents existent.
Les premiers à contester cette pensée furent Anderson et May. En 1982, ils développèrent l’hypothèse du trade-off entre la virulence et la transmission. Contrairement à la théorie traditionnelle, ils estimaient qu’un parasite ne pouvait augmenter sa virulence (et donc écourter la durée d’infection, en tuant l’hôte) sans en payer le prix. Autrement dit, en augmentant la virulence, le parasite diminue rapidement la valeur sélective de son hôte (ce qui diminue sa durée d’infection), et donc la durée pendant laquelle l’hôte peut transmettre ce parasite (sa transmissibilité). Les parasites devraient donc adopter un niveau optimal de virulence.
Un parasite développant un taux de transmission plus élevé a donc un coût à payer qui est une durée d’infection moindre. Il existerait donc une virulence optimale pour laquelle le succès de la transmission est maximum.

#### Introduction et description du modèle trade-off
Le modèle du trade-off, développé par Anderson & May (1982) et Ewald (1983), est basé sur l’idée qu’il n’est pas possible pour le parasite d’accroître la durée de l’infection sans en payer le prix.
La valeur sélective d'un parasite peut souvent être approximée par le taux de reproduction R0. Dans le cas de parasites à transmission directe et horizontale, celui-ci peut être exprimé comme suit :
{\displaystyle R_{0}={\frac {\beta }{\mu +\alpha +\gamma }}S_{0}}
où :
- β représente le taux de transmission du parasite ;
- S0 représente la densité initiale d'hôtes susceptibles à l'infection dans la population ;
- μ représente le taux de mortalité naturelle de l'hôte ;
- α représente le taux de mortalité de l'hôte causée par l'infection (ce qui correspond à la virulence) ;
- γ représente le taux de guérison.

Les bases biologiques du trade-off entre virulence et transmission du parasite impliquent que l’auto-réplication du parasite tendrait à maximiser la virulence et la transmission du parasite. En effet, ces deux paramètres sont positivement liés au taux de réplication du parasite dans l’hôte. C’est-à-dire que lorsque α augmente, β augmente également. Il y a alors apparition d’un compromis évolutif entre virulence et transmission, se traduisant par une évolution vers une virulence intermédiaire optimale.
On distingue plusieurs forces sélectives pouvant favoriser une diminution de la virulence, par exemple lorsqu'il y a une diminution de la transmissibilité via une baisse des contacts entre hôtes, ou encore lorsqu’il y a une baisse de la densité des hôtes potentiels. En effet, lorsque le parasite rencontre moins d’hôtes, sa transmissibilité sera moindre, ce qui évolutivement pourrait mener à une baisse de sa virulence. De plus, une autre force sélective qui peut diminuer la virulence est l’augmentation de la mortalité naturelle de l’hôte. En effet, si le parasite fait face à un hôte dont le taux de mortalité naturelle (μ) est déjà fort, la sélection favorisera une diminution de la virulence afin de limiter la baisse du nombre d’hôtes potentiels.
A contrario, les forces sélectives qui peuvent conduire à une augmentation de la virulence sont l’augmentation de la transmissibilité et l’augmentation de la densité en hôtes potentiels.
On peut aussi citer la baisse de la mortalité naturelle de l’hôte. Car si l’hôte voit son taux de mortalité naturel diminué, la sélection devrait pousser le parasite à tendre vers plus de virulence.
Par ailleurs, lors d’infections multiples, une compétition a lieu entre différentes souches pour l’exploitation de la ressource au sein de l’hôte. Cela donnera lieu à une augmentation de la reproduction du parasite dans l’hôte, donc à une augmentation de la virulence.

#### Preuves empiriques du modèle

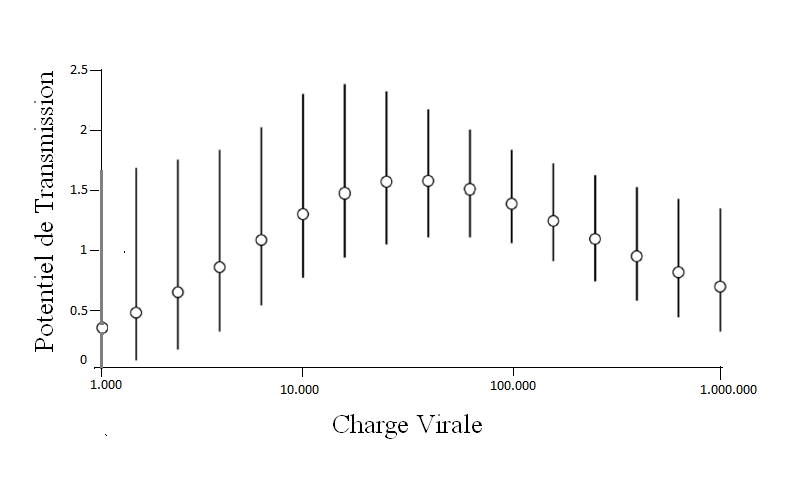
Figure 3. Graphique représentant la transmissibilité (axe des ordonnées), et la charge virale (axe de abscisses). Les barres verticales représentent l’intervalle de confiance à 95 %.

- Une preuve de ce trade-off concerne le virus de l'immunodéficience humaine (VIH), étudié dans l'article de Fraser et al. (2007)[5]. En analysant deux cohortes de patients non traités contre le VIH, ils ont quantifié la relation entre, d’une part, la charge virale et l’infectiosité et, d’autre part, la durée de la période infectieuse asymptomatique. Cette relation suggère un trade-off. En effet, ils montrent que lorsque la charge virale est faible, la transmissibilité est limitée par une faible infectiosité ; tandis que lorsque la charge virale est élevée et que l’infectiosité est maximisée, la transmissibilité est limitée par la faible durée d’infection (voir figure 3). En d’autres termes, si le patient non traité est faiblement infecté par le virus du VIH, sa capacité à transmettre le virus sera faible car limitée par sa faible infectiosité. Par contre, si ce patient est fortement infecté et qu’il a donc une forte infectiosité, sa transmissibilité (sa capacité à transmettre le virus) sera faible car limitée par la faible durée d’infection engendrée par la diminution de sa durée de vie. Ainsi, on constate que le potentiel de transmission est optimal pour une charge virale intermédiaire (voir figure 3), situé entre 10 000 et 100 000, comme le décrit le modèle illustré à la figure 2.

- Jacobus C. de Roode et Sonia Altizer ont quant à eux orienté leurs recherches vers les interactions existant entre les larves de deux espèces de papillons monarques d’Amérique du Nord Danaus plexippus et différents clones de leur parasite, O. elektroscirrha[6]. Les espèces ont été choisies pour leur séparation géographique, l’une venant de l’Est, l’autre de l’Ouest. L’infection se fait par ingestion de spores au stade larvaire et la transmission se fait grâce à des spores produites à la surface des organismes adultes qui les déposent ensuite sur des surfaces où ils pourront à leur tour être ingérés par d’autres larves. Les chercheurs ont voulu tester différentes combinaisons d’interactions entre hôte et parasite afin de tester l’influence qu’a le génotype sur la virulence, la durée de vie de l’hôte et la transmission. Des études statistiques ont ensuite été effectuées afin de mettre en évidence des relations entre ces différents paramètres. Les résultats qu’ils ont obtenus ne sont pas significatifs pour la plupart des relations étudiées (infection spécialisée, influence du sexe…). Mais les auteurs observent une forte influence du nombre de spores sécrétés à la surface du corps de l’adulte sur sa durée de vie. En accord avec le modèle de trade-off considéré[6]. À savoir, un nombre de spores important (transmissibilité augmentée) implique une forte utilisation des réserves de l’hôte (virulence augmentée) et donc une diminution de la survie de ce même hôte (ce qui diminue la capacité de transmission). Les parasites et leurs hôtes présentent dans quasiment tous les cas des valeurs intermédiaires de virulence (quantité de spores) et de survie de l'hôte (possibilités de transmission). De plus, cette valeur intermédiaire avait au préalable été estimée selon le modèle du trade-off (5,70 spores par individu) et les valeurs observées durant l’expérience correspondent approximativement (5,62 ± 0,04 (log10-scale) pour les espèces venant de l’Est et 5,84 ± 0,04 (log10-scale) pour les espèces venant de l’Ouest)[6]. Cela conduit à penser que les études menées sur le trade-off sont loin d’être absurdes. Cependant, les chercheurs n’ont pas trouvé de résultats significatifs pour ce qui est de la spécificité des espèces de parasites pour leurs hôtes et ils remarquent que les parasites n’ont pas les mêmes effets selon l’hôte dans lequel ils se trouvent. Ils remarquent aussi une spéciation des parasites en fonction de leur aire géographique ; en effet, les parasites récupérés en Amérique du Nord-Ouest ont une virulence plus importante, ce qui diminue leur capacité de transmission[6].

#### Remise en cause du modèle
Les premières critiques de ce modèle sont formulées par Marc Lipstich et E. Richard Moxon en 1997, qui critiquent le manque de preuves empiriques pour étayer la théorie du trade-off. Dieter Ebert et James Bull en 2003 considèrent eux le modèle comme « trop simpliste ». En effet, en pratique, les relations entre hôtes et parasites sont caractérisées par bien plus que deux paramètres que sont la virulence et la transmission : par exemple, dans le cas des infections multiples (lorsque l’hôte est infecté par différents parasites), il peut y avoir compétition entre eux pour l’accès aux ressources de l’hôte. Ou encore la prise en compte de la réponse immunitaire de l’hôte peut diminuer la virulence. Le modèle trade-off simplifie ainsi la réalité biologique en considérant que la virulence et la transmission du parasite sont indépendantes des caractéristiques de l’hôte. Or, en réalité, ces paramètres sont le résultat d’interactions multiples au sein de l’hôte, par exemple le comportement que peut adopter l’hôte pour contrer l'infection ou d'autres mécanismes une fois l'infection engagée. En réponse à la critique d'Ebert et Bull, il est mis en avant le fait que les confusions viennent souvent de ce que la fonction de fitness du parasite utilisée ne correspond pas à son cycle de vie. Ainsi, Jacobus C. de Roode et alii parviennent à démontrer une relation de trade-off car ils prennent soin d'utiliser une fonction de fitness appropriée au système hôte-parasite étudié.